# Kalingastadion
Het Kalingastadion is een multifunctioneel stadion in Bhubaneswar, een stad in India. 
In het stadion is plaats voor tussen de 15.000 en 20.000 toeschouwers. Het stadion is geschikt voor meerdere sporten, zo kan het stadion gebruikt worden voor atletiek, voetbal, hockey, basketbal, tennis, tafeltennis, volleybal, klimmen en zwemmen. De voetbalclub Odisha FC maakt gebruikt van dit stadion. 

## Internationale toernooien
Het stadion is verschillende keren gebruikt voor internationale sporttoernooien. In 2017 vond in dit stadion het Aziatisch kampioenschap atletiek plaats. In 2022 werden hier zes voetbalwedstrijden gespeeld op het wereldkampioenschap voetbal vrouwen onder 17. In 2023 was hier de Intercontinental Cup. In 2014 werden hier hockeywedstrijden gespeeld tijdens de Champions Trophy. En in 2018 tijdens het Wereldkampioenschap hockey mannen.
Tevens zijn er internationale tennis- en rugbywedstrijden gespeeld.